# Saison 2007-2008 des Girondins de Bordeaux
Maillots
Chronologie
Saison précédente Saison suivante
Cette page présente la saison 2007-08 du Football Club des Girondins de Bordeaux. 
Pour cette saison, les Girondins sont entraînés par Laurent Blanc pour son tout premier poste d'entraîneur, assisté de Jean-Louis Gasset. Le club est présidé par Jean-Louis Triaud. En plus du championnat, de la Coupe de France et la Coupe de la Ligue, les Girondins jouent également sur un autre tableau, la coupe UEFA, grâce à la victoire obtenue la saison passée en Coupe de la Ligue.

## Transferts

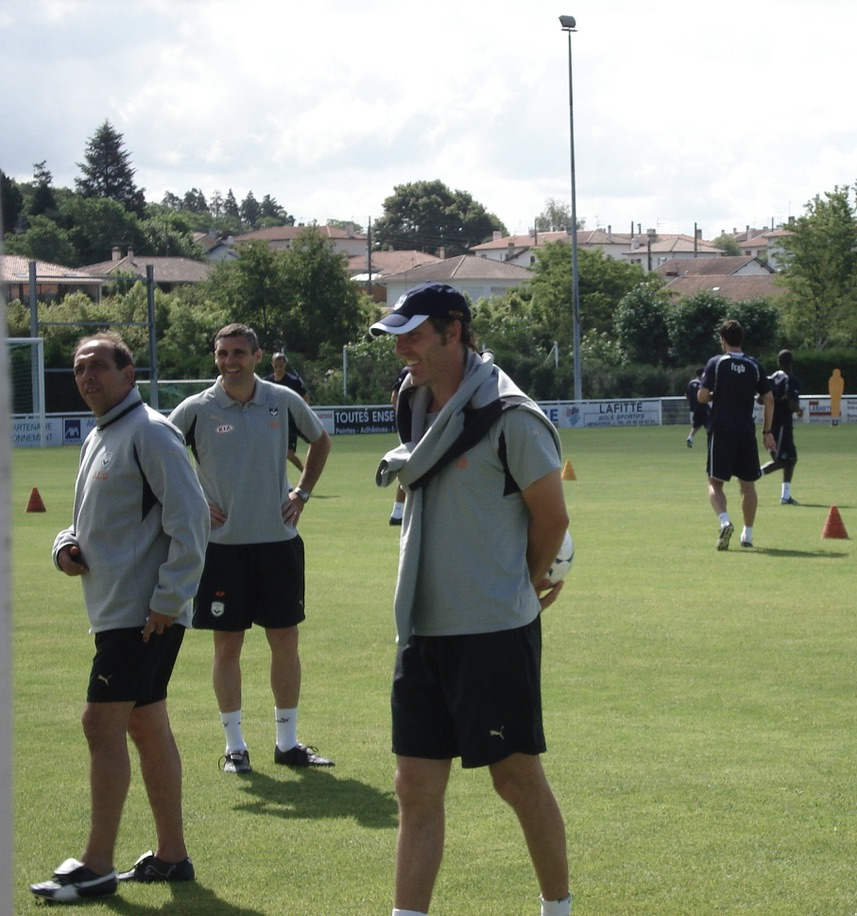
Le staff bordelais lors du stage de pré-saison en 2007, à Biarritz.

Le premier transfert connu pour les Girondins est celui de Gérald Cid qui annonce dès le mois de février 2007 et après une belle première partie de saison, son prochain transfert pour le club anglais de Bolton. Quelques journées avant la fin du championnat c'est au tour de Jean-Claude Darcheville d'annoncer son départ, pour le championnat écossais, mais lui pour rejoindre les Glasgow Rangers et y signer un contrat de deux ans.
Début juin, c'est au tour de l'entraîneur Ricardo de laisser les Girondins puisqu'il prend la direction de l'AS Monaco. À partir de là, plusieurs noms commencent à circuler du côté du château du Haillan et finalement le successeur de Ricardo est connu le 8 juin : c'est « Le Président », Laurent Blanc. Le natif d'Alès va donc débuter à Bordeaux sa carrière d'entraîneur.
Quelques jours plus tard, Stéphane Dalmat change une nouvelle fois de club et rejoint le FC Sochaux tandis que Youssef Sekour va jouer en Ligue 2 pour le Football Club de Nantes dans le cadre d'un prêt sans option d'achat.
Le 2 juillet, un nouveau départ est à noter du côté bordelais avec le départ de Julien Faubert pour West Ham pour cinq saisons. Entre-temps, les Girondins avaient signé des prolongations de contrat avec Marouane Chamakh et David Jemmali pour une saison supplémentaire et avec Marc Planus pour trois saisons. De même, les Girondins ont fait signer son premier contrat professionnel à Henri Saivet mi-juin ainsi qu'à Wilfried Moimbé, Abdou Traoré et Kévin Tunani.
Le lendemain du départ de Faubert, Beto quitte également le club y ayant passé seulement six mois et étant depuis en prêt au Recreativo de Huelva tandis qu'une heure plus tôt les Girondins enregistraient leur toute première arrivée : Matthieu Chalmé, formé au club mais défenseur depuis 2003 au sein de l'équipe du LOSC, arrive pour quatre saisons.
Malgré cette arrivée importante pour la défense bordelaise, le milieu de terrain se voit retirer une pièce importante par le départ de Rio Mavuba pour Villarreal qui signe un contrat de cinq saisons avec le club espagnol.
Il faut attendre une douzaine de jours pour voir une nouvelle tête du côté du centre d'entraînement des bordelais : David Bellion signe le 16 juillet pour quatre saisons sous le maillot au scapulaire. Bellion, en provenance de Nice et auteur de douze buts en deux saisons, vient pour combler le départ de Darcheville au sein de l'attaque bordelaise. Le même jour Mamadou Baldé, de retour de prêt au KP Legia Varsovie, rejoint le club de Ligue 2 de Clermont Foot Auvergne.
La suite du mois se remplit par des prolongations de contrat : Jurietti et Trémoulinas pour deux saisons, Fernando pour un an et enfin Obertan pour deux saisons.
Alors que le match d'ouverture de la saison a eu lieu pour les Girondins, la défense bordelaise se muscle un petit peu plus avec l'arrivée de Souleymane Diawara pour quatre saisons en provenance de Charlton, club qui a fini la saison d'avant à la dernière place du championnat anglais. Quelques jours plus tard, les Girondins font savoir que Paul Baysse sera prêté pendant toute la saison au club de Club Sportif Sedan Ardennes sans option d'achat.
Les Girondins ont eu également des joueurs de retour de prêt : Romain Brégerie (Sète) et Ted Lavie (Gueugnon).
Le 29 décembre, peu avant l'ouverture du mercato hivernal, les Girondins et Edixon Perea trouvent un accord avec le club brésilien du Grêmio Porto Alegre pour un montant de 885000€. Le jeune Colombien, qui n'aura jamais su s'imposer en France, y retrouvera Eduardo Costa un autre ancien girondin (2001-2004).
Le mercato hivernal est calme. Ted Lavie fait un essai à Plymouth Argyle, club de seconde division anglaise, tandis que Romain Brégerie tente sa chance à Grenoble en L2. Les deux essais sont infructueux et les deux joueurs retrouvent le chemin du Haillan.
Le 31 janvier, à quelques heures de la clôture du mercato, le jeune défenseur central Bruno Ecuele Manga se voit prêté à Rodez, alors 15e de National, jusqu'à la fin de la saison.

## Les rencontres de la saison

### Matchs amicaux
Au cours du mois de juillet, les Girondins ont joué six matchs amicaux avec des résultats variables, l'équipe étant rarement complète.
| Date     | Adversaire               | Lieu                                     | Score | Buteur FCGB           |
| -------- | ------------------------ | ---------------------------------------- | ----- | --------------------- |
| 7 juil.  | Olympique de Marseille   | Stade Maurice-Boyau (Dax)                | 3-2   | Jussiê - Wendel       |
| 11 juil. | FC Libourne-Saint-Seurin | Stade Jean-Antoine-Moueix (Libourne)     | 1-0   |                       |
| 17 juil. | Aris FC                  | Parc des Sports (Capbreton)              | 1-1   | Bellion               |
| 21 juil. | OGC Nice                 | Stade d'Honneur (Royan)                  | 1-0   |                       |
| 25 juil. | FC Lorient               | Stade du Moustoir (Lorient)              | 1-0   | Bellion               |
| 28 juil. | Stade rennais            | Stade de la route de Lorient (Rennes)    | 2-1   | Jussiê - Obertan      |
| 16 nov.  | FC Libourne-Saint-Seurin | Stade Municipal (Saint-Médard-en-Jalles) | 2-0   | Henrique - Bocaly csc |

### Coupe UEFA

#### Retour au sommet... (2005-2010)

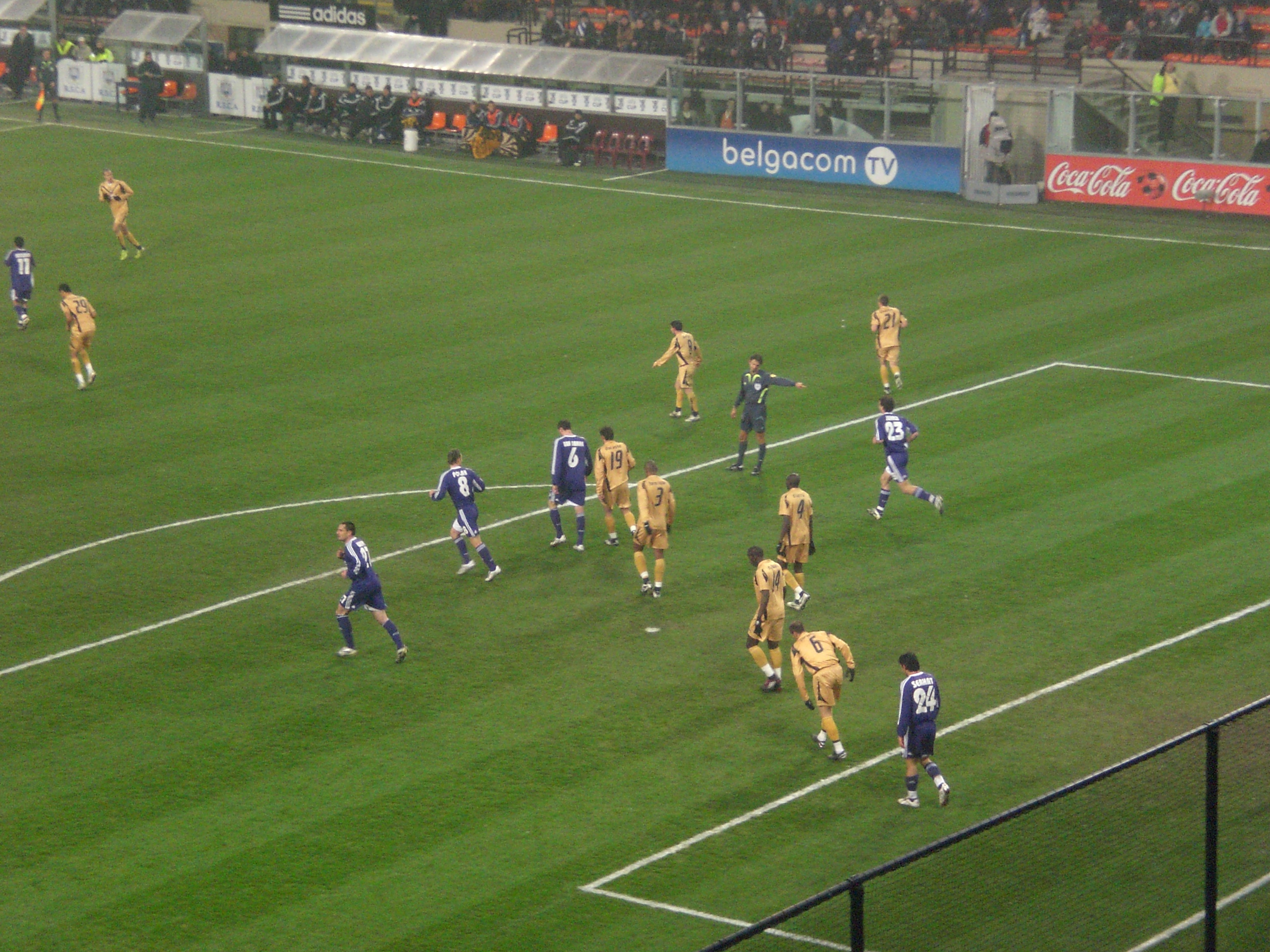
Match Bordeaux RSC Anderlecht en coupe de l'UEFA.

Les Girondins ayant remporté la Coupe de la Ligue 2006-07, jouent la coupe UEFA. À l'issue du premier tour joué conte l'équipe finlandaise de Tampere United, les Girondins sont qualifiés pour le tour suivant dont le tirage a eu lieu le 9 octobre.
Les Girondins rejoignent alors le groupe H composé du FK Austria Vienne (Autriche), le club du Galatasaray SK (Turquie), le Panionios Athènes (Grèce) et Helsingborgs IF (Suède) et terminent premiers du groupe après quatre victoires en autant de matchs.
Tirage plutôt abordable pour la suite de la compétition avec le Anderlecht en 1/16èmes de finale, mais beaucoup plus compliqué au tour d'après puisqu'ils auraient rencontré le vainqueur du match opposant les écossais d'Aberdeen FC au géant allemand du Bayern Munich.
Finalement l'aventure se terminera en 1/16e de finale à la suite d'une défaite face aux Belges.

### Matchs officiels
Le premier match officiel de la saison a lieu pour les Girondins à Bordeaux au stade Jacques-Chaban-Delmas contre le Racing Club de Lens le 4 août.
| Date     | Compétition       | Adversaire             | Lieu | Score           | Buteur FCGB                                  | Class. | Public |
| -------- | ----------------- | ---------------------- | ---- | --------------- | -------------------------------------------- | ------ | ------ |
| 4 août   | L1-J01            | RC Lens                | Dom. | 1 - 0           | Bellion                                      | 6e     | 30 686 |
| 11 août  | L1-J02            | AJ Auxerre             | Ext. | 0 - 2           | Wendel x 2                                   | 3e     | 11 506 |
| 15 août  | L1-J03            | Le Mans UC             | Dom. | 1 - 2           | Bellion                                      | 4e     | 30 438 |
| 18 août  | L1-J04            | AS Saint-Étienne       | Ext. | 0 - 0           | -                                            | 6e     | 32 630 |
| 25 août  | L1-J05            | FC Lorient             | Dom. | 2 - 2           | Bellion x 2                                  | 7e     | 23 392 |
| 29 août  | L1-J06            | FC Metz                | Ext. | 0 - 1           | Diarra                                       | 4e     | 14 169 |
| 1 sept.  | L1-J07            | AS Monaco              | Dom. | 2 - 1           | Chamakh, Wendel                              | 3e     | 23 390 |
| 15 sept. | L1-J08            | Lille OSC              | Ext. | 1 - 1           | Bellion                                      | 3e     | 13 770 |
| 20 sept. | UEFA 1er tour a.  | Tampere United         | Ext. | 2 - 3           | Cavenaghi x 2 - Micoud                       | -      | 10 000 |
| 22 sept. | L1-J09            | Paris SG               | Ext. | 0 - 2           | Micoud - Bellion                             | 2e     | 37 108 |
| 25 sept. | CL-1/16e          | FC Metz                | Dom. | 1 - 2           | Obertan                                      | -      | 3 000  |
| 4 oct.   | UEFA 1er tour r.  | Tampere United         | Dom. | 1 - 1           | Chamakh                                      | -      | 8 845  |
| 6 oct.   | L1-J10            | Olympique lyonnais     | Dom. | 1 - 3           | Jussiê                                       | 4e     | 31 919 |
| 20 oct.  | L1-J11            | RC Strasbourg          | Ext. | 1 - 1           | Bellion                                      | 4e     | 18 860 |
| 25 oct.  | UEFA 2e tour - 1  | Galatasaray            | Dom. | 2 - 1           | Cavenaghi - Chamakh                          | -      | 10 883 |
| 27 oct.  | L1-J12            | Valenciennes FC        | Dom. | 2 - 1           | Jussiê - Bellion                             | 3e     | 18 651 |
| 3 nov.   | L1-J13            | AS Nancy-Lorraine      | Ext. | 1 - 0           |                                              | 4e     | 19 686 |
| 8 nov.   | UEFA 2e tour - 2  | Austria Vienne         | Ext. | 1 - 2           | Chamakh - Wendel                             | -      | 5 000  |
| 10 nov.  | L1-J14            | Stade rennais          | Dom. | 3 - 0           | Bellion x 2 - Obertan                        | 3e     | 21 759 |
| 24 nov.  | L1-J15            | SM Caen                | Ext. | 5 - 0           |                                              | 3e     | 20 047 |
| 2 déc.   | L1-J16            | Toulouse FC            | Dom. | 4 - 3           | Wendel x 2 - Diarra - Ducasse                | 3e     | 21 928 |
| 6 déc.   | UEFA 2e tour - 3  | Helsingborgs IF        | Dom. | 2 - 1           | Chamakh - Jussiê                             | -      | 12 000 |
| 9 déc.   | L1-J17            | OGC Nice               | Ext. | 1 - 1           | Micoud                                       | 3e     | 11 988 |
| 16 déc.  | L1-J18            | Olympique de Marseille | Dom. | 2 - 2           | Chamakh - Jussiê                             | 3e     | 32 289 |
| 19 déc.  | UEFA 2e tour - 4  | Panionios              | Ext. | 2 - 3           | Cavenaghi - Trémoulinas - Moimbé             | -      | 6 000  |
| 22 déc.  | L1-J19            | FC Sochaux             | Ext. | 0 - 1           | Jussiê                                       | 3e     | 12 646 |
| 5 janv.  | CF-1/32e          | Quevilly (CFA)         | Ext. | 1 - 3           | Micoud x 2 - Cavenaghi                       | -      | 4 506  |
| 12 janv. | L1-J20            | AJ Auxerre             | Dom. | 4 - 1           | Cavenaghi x 2 - Planus - Bellion             | 3e     | 21 223 |
| 19 janv. | L1-J21            | Le Mans UC             | Ext. | 1 - 2           | Cavenaghi - Fernando                         | 2e     | 10 656 |
| 23 janv. | L1-J22            | AS Saint-Étienne       | Dom. | 1 - 0           | Cavenaghi                                    | 2e     | 23 990 |
| 26 janv. | L1-J23            | FC Lorient             | Ext. | 1 - 0           |                                              | 2e     | 11 182 |
| 2 févr.  | CF-1/16e          | Le Mans (L1)           | Dom. | 1 - 0           | Cavenaghi                                    | -      | 9 361  |
| 9 févr.  | L1-J24            | FC Metz                | Dom. | 3 - 0           | Cavenaghi x2 - Diarra                        | 2e     | 19 673 |
| 13 févr. | UEFA 1/16e aller  | RCS Anderlecht         | Ext. | 2 - 1           | Jussiê                                       |        | 14 000 |
| 16 févr. | L1-J25            | AS Monaco              | Ext. | 0 - 6           | Cavenaghi x2 - Micoud x2 - Chamakh - Obertan | 2e     | 10 018 |
| 21 févr. | UEFA 1/16e retour | RCS Anderlecht         | Dom. | 1 - 1           | Cavenaghi                                    |        | 17 845 |
| 24 févr. | L1-J26            | Lille OSC              | Dom. | 0 - 0           |                                              | 2e     | 21 761 |
| 1er mars | L1-J27            | Paris SG               | Dom. | 3 - 0           | Wendel x 3                                   | 2e     | 30 309 |
| 8 mars   | L1-J28            | Olympique lyonnais     | Ext. | 4 - 2           | Wendel - Cavenaghi                           | 2e     | 35 000 |
| 15 mars  | L1-J29            | RC Strasbourg          | Dom. | 3 - 0           | Henrique x 2 - Cavenaghi                     | 2e     | 19 474 |
| 19 mars. | CF-1/8e           | Lille (L1)             | Dom. | 2 - 0 ap        | Fernando - Bellion                           | -      | 8 521  |
| 22 mars  | L1-J30            | Valenciennes FC        | Ext. | 3 - 1           | Wendel                                       | 2e     | 16 000 |
| 30 mars  | L1-J31            | AS Nancy-Lorraine      | Dom. | 2 - 1           | Cavenaghi x 2                                | 2e     | 24 308 |
| 5 avr.   | L1-J32            | Stade rennais          | Ext. | 0 - 2           | Diarra - Fernando                            | 2e     | 28 124 |
| 12 avr.  | L1-J33            | SM Caen                | Dom. | 2 - 1           | Cavenaghi x 2                                | 2e     | 27 686 |
| 16 avr.  | CF-1/4            | Sedan (L2)             | Dom. | 0 - 0 (3-4 tab) |                                              | -      | 11 442 |
| 20 avr.  | L1-J34            | Toulouse FC            | Ext. | 0 - 1           | Micoud                                       | 2e     | 28 000 |
| 26 avr.  | L1-J35            | OGC Nice               | Dom. | 0 - 0           |                                              | 2e     | 29 097 |
| 3 mai    | L1-J36            | Olympique de Marseille | Ext. | 1 - 2           | Wendel - Ducasse                             | 2e     | 50 000 |
| 10 mai   | L1-J37            | FC Sochaux             | Dom. | 2 - 0           | Fernando - Chamakh                           |        | 32 487 |
| 17 mai   | L1-J38            | RC Lens                | Ext. | 2-2             | Cavenaghi - Bellion                          | 2e     | 40 045 |
| Date     | Compétition       | Adversaire             | Lieu | Score           | Buteur FCGB                                  | Class. | Public |

## Les rencontres des jeunes pousses girondines

### Saison de la CFA
| Date     | Compétition             | Adversaire        | Lieu | Score | Buteur FCGB                                     | Class. | Class. Pro |
| -------- | ----------------------- | ----------------- | ---- | ----- | ----------------------------------------------- | ------ | ---------- |
| 11 août  | CFA J01                 | Bayonne           | Dom. | 0 - 0 |                                                 | 11e    | 2e         |
| 19 août  | CFA J02                 | PSG 2             | Ext. | 2 - 0 |                                                 | 16e    | 4e         |
| 25 août  | CFA J03                 | Yzeure            | Dom. | 2 - 0 | Cavenaghi - Traoré                              | 13e    | 3e         |
| 1er sept | CFA J04                 | Le Mans 2         | Ext. | 1 - 1 |                                                 | 10e    | 3e         |
| 8 sept   | CFA J05                 | Moissy            | Dom. | 4 - 0 | Billaud - Cavenaghi - Perea x2                  | 6e     | 3e         |
| 15 sept  | CFA J06                 | Stade Bordelais   | Dom. | 0 - 1 |                                                 | 8e     | 3e         |
| 22 sept  | CFA J07                 | Anglet            | Ext. | 1 - 2 | Saivet - Bouscarrat                             | 5e     | 2e         |
| 29 sept  | CFA J08                 | Orléans           | Dom. | 0 - 0 |                                                 | 6e     | 2e         |
| 13 oct.  | CFA J09                 | Montluçon         | Ext. | 2 - 0 |                                                 | 10e    | 3e         |
| 27 oct.  | CFA J10                 | Poissy            | Dom. | 0 - 0 |                                                 | 9e     | 3e         |
| 10 nov.  | CFA J11                 | Sainte Geneviève  | Ext. | 0 - 1 | Dupuy                                           | 7e     | 3e         |
| 17 nov.  | CFA J12                 | Moulins           | Dom. | 2 - 1 | Floyd Ayité - Saivet                            | 7e     | 3e         |
| 1er déc. | CFA J13                 | Fontenay Le Comte | Ext. | 1 - 4 | Diabaté x3 - Ecuele Manga                       | 5e     | 3e         |
| 8 déc.   | CFA J14                 | Nantes 2          | Dom. | 1 - 0 | Perea                                           | 3e     | 2e         |
| 15 déc.  | CFA J15                 | Aurillac          | Ext. | 1 - 1 | Sertić                                          | 2e     | 1e         |
| 6 jan.   | Coupe d'Aquitaine 1/16e | Lège-Cap Ferret   | Ext. | 0 - 5 | Moimbe x2 - Diabaté - Ecuele Manga - Bouscarrat |        |            |
| 12 jan.  | CFA J15                 | Sables-d'Olonne   | Dom. | 0 - 0 |                                                 | 3e     | 2e         |
| 19 jan.  | CFA J16                 | Châtellerault     | Ext. | 0 - 1 | Dahmoune                                        | 1e     | 1e         |
| 26 jan.  | CFA J17                 | Paris SG          | Dom. | 2 - 0 | Diabaté x2                                      | 1e     | 1e         |
| 2 fév.   | Coupe d'Aquitaine 1/8e  | Biscarrosse       | Ext. | 1 - 0 |                                                 |        |            |
| 9 fév.   | CFA J18                 | Yzeure            | Ext. | 2 - 0 |                                                 | 2e     | 2e         |
| 16 fév.  | CFA J19                 | Le Mans 2         | Dom. | 4 - 0 |                                                 | 1e     | 1e         |
| 23 fév.  | CFA J20                 | Moissy-Cramayel   | Ext. | 1 - 2 | Sertić x2                                       | 1e     | 1e         |
| 1er mar. | CFA J21                 | Stade Bordelais   | Ext. | 0 - 2 | Bregerie - Bouscarrat                           | 1e     | 1e         |
| 8 mar.   | CFA J22                 | Genêts d'Anglet   | Dom. | 2 - 2 | Sertić - Diabaté                                | 1e     | 1e         |
| 16 mar.  | CFA J23                 | Orléans           | Ext. | 0 - 2 | Sertić x2                                       | 1e     | 1e         |
| 22 mar.  | CFA J24                 | Montluçon         | Dom. | 3 - 2 | Ayité - Bouscarrat - Diabaté                    | 1e     | 1e         |
| 29 mar.  | CFA J25                 | Poissy            | Ext. | 0 - 1 | Diabaté                                         | 1e     | 1e         |
| 5 avr.   | CFA J26                 | Sainte Geneviève  | Dom. | 7 - 0 | Diabaté x4 - Traoré - Ayité - Obertan           | 1e     | 1e         |
| 12 avr.  | CFA J27                 | Moulins           | Ext. | 3 - 1 | Diabaté                                         | 1e     | 1e         |
| 19 avr.  | CFA J28                 | Fontenay Le Comte | Dom. | 1 - 1 | Sertić                                          | 1e     | 1e         |
| 26 avr.  | CFA J29                 | Nantes 2          | Ext. | 1 - 0 |                                                 | 1e     | 1e         |
| 3 mai    | CFA J30                 | Aurillac          | Dom. | 2 - 0 | Diabaté x2                                      | 1e     | 1e         |
| 10 mai   | CFA J31                 | Sables-d'Olonne   | Ext. | 2 - 1 | Diabaté                                         | 1e     | 1e         |
| Date     | Compétition             | Adversaire        | Lieu | Score | Buteur FCGB                                     | Class. | Class. Pro |

### Saison des -18 ans
| Date     | Compétition        | Adversaire       | Lieu      | Score             | Buteur FCGB            | Class. |
| -------- | ------------------ | ---------------- | --------- | ----------------- | ---------------------- | ------ |
| 2 sept   | Championnat J01    | Nantes           | Ext.      | 1 - 0             |                        |        |
| 9 sept   | Championnat J02    | Laval            | Dom.      | 2 - 0             |                        |        |
| 15 sept  | Championnat J03    | Rennes           | Dom.      | 2 - 0             |                        |        |
| 23 sept  | Championnat J04    | Châtellerault    | Ext.      | 1 - 3             |                        |        |
| 6 oct.   | Championnat J05    | Châteauroux      | Dom.      | 1 - 1             |                        |        |
| 13 oct.  | Championnat J06    | Mérignac         | Ext.      | 1 - 2             |                        |        |
| 20 oct.  | Championnat J07    | Vannes           | Dom.      | 0 - 2             |                        |        |
| 27 oct.  | Championnat J08    | Niort            | Ext.      | 2 - 0             |                        |        |
| 11 nov.  | Championnat J09    | Brest            | Dom.      | 1 - 0             |                        |        |
| 24 nov.  | Championnat J10    | Angers           | Ext.      | 2 - 1             |                        |        |
| 1er déc. | Championnat J11    | La Roche sur Yon | Dom.      | 2 - 1             |                        |        |
| 9 déc.   | Championnat J12    | Guingamp         | Ext.      | 3 - 1             |                        | 4e     |
| 15 déc.  | Championnat J13    | Lorient          | Dom.      | 1 - 1             | Manas                  | 4e     |
| 13 jan.  | Gambardella 1/64e  | Toulouse         | Ext.      | 0 - 3             |                        |        |
| 20 jan.  | Championnat J14    | Laval            | Ext.      | 2 - 1             | Galtier                | 8e     |
| 26 jan.  | Championnat J15    | Rennes           | Ext.      | 0 - 2             | Saunier - Usta         | 6e     |
| 2 fév.   | Championnat J16    | Châtellerault    | Dom.      | 1 - 0             |                        | 6e     |
| 10 fév.  | Gambardella 1/32e  | Lorient          | Dom.      | 1 - 1 (5-4 tab)   | Manas                  |        |
| 17 fév.  | Championnat J17    | Châteauroux      | Ext.      | 2 - 1             |                        | 6e     |
| 23 fév.  | Championnat J18    | Mérignac         | Dom.      | 1 - 0             |                        | 4e     |
| 2 mar.   | Gambardella 1/16e  | Laval            | Ext.      | 0 - 1             | Krychowiak             |        |
| 8 mar.   | Championnat J19    | Vannes           | Ext.      | 0 - 1             |                        | 6e     |
| 16 mar.  | Championnat J20    | Niort            | Dom.      | 2 - 1             |                        | 6e     |
| 23 mar.  | Gambardella 1/8e   | Amiens           | Ext.      | 0 - 0 (4-5 tab)   |                        |        |
| 29 mar.  | Championnat J21    | Brest            | Ext.      | 0 - 1             |                        | 3e     |
| 5 avr.   | Championnat J22    | Angers           | Dom.      | 0 - 2             |                        | 5e     |
| 13 avr.  | Gambardella 1/4    | Cannes           | Ext.      | 2 - 3             | Gueye - Saivet x2      |        |
| 20 avr.  | Championnat J23    | La Roche sur Yon | Ext.      | 1 - 1             |                        | 6e     |
| 27 avr.  | Gambardella 1/2    | Le Havre         | Ext.      | 3 - 3 (6 - 7 tab) | Saivet - Krychowiak x2 |        |
| 3 mai    | Championnat J24    | Guingamp         | Dom.      | 0 - 0             |                        | 6e     |
| 10 mai   | Championnat J25    | Lorient          | Ext.      | 2 - 2             | Passu - Poussevin      | 6e     |
| 24 mai   | Gamberdella Finale | Rennes           | St Denis. | 3 - 0             |                        |        |
| Date     | Compétition        | Adversaire       | Lieu      | Score             | Buteur FCGB            | Class. |

### Saison des -16 ans
| Date     | Compétition     | Adversaire       | Lieu | Score | Buteur FCGB | Class. |
| -------- | --------------- | ---------------- | ---- | ----- | ----------- | ------ |
| 9 sept   | Championnat J01 | Pau              | Dom. | 4 - 1 |             | 4e     |
| 16 sept  | Championnat J02 | Colomiers        | Ext. | 1 - 1 |             |        |
| 23 sept  | Championnat J03 | Angers           | Dom. | 2 - 2 |             |        |
| 7 oct.   | Championnat J04 | Châtellerault    | Ext. | 0 - 1 |             |        |
| 13 oct.  | Championnat J05 | La Roche sur Yon | Dom. | 0 - 1 |             |        |
| 20 oct.  | Championnat J06 | Châteauroux      | Ext. | 0 - 1 |             |        |
| 11 nov.  | Championnat J07 | Niort            | Dom. | 1 - 1 |             |        |
| 17 nov.  | Championnat J08 | Toulouse         | Dom. | 3 - 1 |             |        |
| 25 nov.  | Championnat J09 | Nantes           | Ext. | 0 - 2 |             |        |
| 1er déc. | Championnat J10 | Bourges          | Dom. | 1 - 0 |             | 2e     |
| 15 déc.  | Championnat J11 | Villenave        | Ext. | 0 - 1 | Poussevin   | 1e     |
| 19 jan.  | Championnat J12 | Colomiers        | Dom. | 1 - 0 | Poussevin   | 1e     |
| 26 jan.  | Championnat J13 | Angers           | Ext. | 0 - 2 | El Aoudje   | 1e     |
| 2 fév.   | Championnat J14 | Châtellerault    | Dom. | 2 - 0 |             | 1e     |
| 16 mar.  | Championnat J17 | Niort            | Ext. | 1 - 1 |             | 1e     |
| 29 mar.  | Championnat J18 | Toulouse         | Ext. | 0 - 2 |             | 1e     |
| 5 avr.   | Championnat J19 | Nantes           | Dom. | 0 - 2 |             | 2e     |
| 13 avr.  | Championnat J20 | Bourges          | Ext. | 0 - 3 |             | 2e     |
| 10 mai   | Championnat J21 | Villenave        | Dom. | 3 - 2 |             | 2e     |
| Date     | Compétition     | Adversaire       | Lieu | Score | Buteur FCGB | Class. |

### Saison des -15 ans
| Date     | Compétition          | Adversaire            | Lieu | Score            | Buteur FCGB                          | Class. |
| -------- | -------------------- | --------------------- | ---- | ---------------- | ------------------------------------ | ------ |
| 1er sept | Championnat J01      | Marmande              | Dom. | 2 - 2            |                                      |        |
| 8 sept   | Championnat J02      | Mont-de-Marsan        | Ext. | 0 - 7            |                                      |        |
| 15 sept  | Championnat J03      | Bergerac              | Dom. | 7 - 0            |                                      |        |
| 29 sept  | Championnat J04      | Saint Paul les Dax    | Ext. | 0 - 4            |                                      |        |
| 6 oct.   | Championnat J05      | Bayonne               | Dom. | 1 - 1            |                                      |        |
| 20 oct.  | Championnat J06      | Arsac                 | Ext. | 0 - 3            |                                      |        |
| 27 oct.  | Championnat J07      | Mérignac Arlac        | Dom. | 5 - 1            |                                      |        |
| 10 nov.  | Championnat J08      | Libourne Saint-Seurin | Ext. | 0 - 0            |                                      |        |
| 17 nov.  | Coupe Fouchy 4e tour | Macau                 | Ext. | 1 - 5            |                                      |        |
| 24 nov.  | Championnat J09      | Villenave             | Dom. | 2 - 0            |                                      |        |
| 1er déc. | Championnat J10      | Mérignac              | Dom. | 4 - 0            |                                      |        |
| 7 déc.   | Championnat J11      | Pau                   | Ext. | 0 - 1            |                                      | 2e     |
| 15 déc.  | Coupe Fouchy 5e tour | Tresses               | Ext. | 0 - 7            | Molin x4 - Jelen - Foucher - Lacoste |        |
| 13 jan.  | Championnat J12      | Marmande              | Ext. | 1 - 6            |                                      | 2e     |
| 26 jan.  | Championnat J14      | Bergerac              | Ext. | 0 - 5            | Diony x3 - Chevalier - Konongo       | 2e     |
| 2 fév.   | Coupe Fouchy 1/4     | Pau                   | Dom. | 2 - 0            |                                      |        |
| 9 fév.   | Championnat J15      | Saint Paul-lès-Dax    | Dom. | 9 - 0            |                                      | 2e     |
| 17 fév.  | Championnat J16      | Bayonne               | Ext. | 2 - 3            |                                      | 2e     |
| 23 fév.  | Championnat J17      | Stade Montois         | Dom. | 2 - 1            |                                      | 1e     |
| 9 mar.   | Coupe Fouchy 1/2     | Cenon                 | Ext. | 1 - 1 (10-9 tab) |                                      |        |
| 16 mar.  | Championnat J18      | Arsac                 | Dom. | 4 - 0            |                                      | 1e     |
| 29 mar.  | Championnat J18      | Mérignac              | Ext. | 0 - 9            |                                      | 1e     |
| 5 avr.   | Championnat J19      | Libourne              | Dom. | 6 - 1            |                                      | 1e     |
| 13 avr.  | Championnat J20      | Villenave             | Ext. | 0 - 2            |                                      | 1e     |
| Date     | Compétition          | Adversaire            | Lieu | Score            | Buteur FCGB                          | Class. |

### Saison des -14 ans
| Date    | Compétition     | Adversaire    | Lieu | Score | Buteur FCGB                       | Class. |
| ------- | --------------- | ------------- | ---- | ----- | --------------------------------- | ------ |
| 16 sept | Championnat J01 | Brive         | Dom. | 6 - 0 |                                   | 1e     |
| 23 sept | Championnat J02 | Poitiers      | Ext. | 1 - 4 |                                   | 1e     |
| 29 sept | Championnat J03 | Thouars       | Dom. | 4 - 0 |                                   | 1e     |
| 7 oct.  | Championnat J04 | Limoges       | Ext. | 2 - 0 |                                   |        |
| 14 oct. | Championnat J05 | Niort         | Dom. | 2 - 1 |                                   |        |
| 20 oct. | Championnat J06 | Bourges       | Ext. | 3 - 3 |                                   |        |
| 10 nov. | Championnat J07 | Cholet        | Dom. | 1 - 1 |                                   |        |
| 17 nov. | Championnat J08 | Châteauroux   | Ext. | 1 - 6 |                                   |        |
| 25 nov. | Championnat J09 | Rochefort     | Dom. | 3 - 0 |                                   |        |
| 2 déc.  | Championnat J09 | Angoulême     | Dom. | 3 - 0 |                                   |        |
| 9 déc.  | Championnat J10 | Châtellerault | Dom. | 1 - 0 |                                   | 2e     |
| 20 jan. | Championnat J11 | Poitiers      | Dom. | 3 - 2 |                                   | 1e     |
| 26 jan. | Championnat J12 | Thouars       | Ext. | 0 - 5 | Barbet x2 - Chalazon x2 - Juaneda | 1e     |
| 3 fév.  | Championnat J13 | Limoges       | Dom. | 4 - 3 |                                   | 1e     |
| 9 jan.  | Championnat J14 | Niort         | Ext. | 0 - 6 |                                   | 1e     |
| 16 mar. | Championnat J15 | Cholet        | Ext. | 5 - 3 |                                   | 1e     |
| 5 avr.  | Championnat J16 | Châteauroux   | Dom. | 4 - 0 |                                   | 1e     |
| 4 mai   | Championnat J17 | Rochefort     | Ext. | 2 - 0 |                                   | 2e     |
| Date    | Compétition     | Adversaire    | Lieu | Score | Buteur FCGB                       | Class. |

## Bilan par joueur
Cette section concerne uniquement les joueurs professionnels. En tant que capitaine de l'équipe, Ulrich Ramé est bien souvent le gardien principal. Les statistiques des matchs amicaux ne sont pas reprises.
Gardiens de but
Ramé a joué les deux premiers matchs de la saison mais lors du troisième contre Le Mans, il commet une faute dès le début du match en tant que dernier défenseur et en dehors de la surface. Il est donc logiquement exclus et Mathieu Valverde est donc appelé à jouer pour ce match et le suivant contre l'AS Saint-Étienne. Pour le cinquième match de la saison contre Lorient, il reprend logiquement sa place dans les buts ainsi que le brassard de capitaine.
| #  | Joueur   | Championnat | Championnat | Coupe de France | Coupe de France | Coupe de la Ligue | Coupe de la Ligue | UEFA   | UEFA |        | Totaux | Totaux |
| #  | Joueur   | Matchs      | Buts        | Matchs          | Buts            | Matchs            | Buts              | Matchs | Buts | Matchs | Buts   |        |
| -- | -------- | ----------- | ----------- | --------------- | --------------- | ----------------- | ----------------- | ------ | ---- | ------ | ------ | ------ |
| 16 | Ramé     | 35          | 31          | 4               | 3               | 1                 | 1                 | 7      | 11   | 47     | 46     |        |
| 30 | Valverde | 5           | 3           | 0               | 0               | 0                 | 0                 | 0      | 0    | 5      | 3      |        |
| 1  | Olimpa   | 0           | 0           | 0               | 0               | 0                 | 0                 | 0      | 0    | 0      | 0      |        |

Joueurs de champs actuellement au club
| #  | Joueur       | Championnat | Championnat | Coupe de France | Coupe de France | Coupe de la Ligue | Coupe de la Ligue | UEFA   | UEFA |        | Totaux | Totaux |
| #  | Joueur       | Matchs      | Buts        | Matchs          | Buts            | Matchs            | Buts              | Matchs | Buts | Matchs | Buts   |        |
| -- | ------------ | ----------- | ----------- | --------------- | --------------- | ----------------- | ----------------- | ------ | ---- | ------ | ------ | ------ |
| 6  | Jurietti     | 31          | 1           | 1               | 0               | 0                 | 0                 | 1      | 0    | 34     | 0      |        |
| 13 | Jemmali      | 8           | 0           | 2               | 0               | 1                 | 0                 | 4      | 0    | 15     | 0      |        |
| 21 | Chalmé       | 33          | 0           | 2               | 0               | 0                 | 0                 | 5      | 0    | 40     | 0      |        |
| 23 | Marange      | 7           | 0           | 2               | 0               | 1                 | 0                 | 6      | 0    | 16     | 0      |        |
| 28 | Trémoulinas  | 9           | 0           | 4               | 0               | 0                 | 0                 | 7      | 1    | 20     | 1      |        |
| 3  | Henrique     | 17          | 2           | 3               | 0               | 0                 | 0                 | 3      | 0    | 24     | 2      |        |
| 14 | Diawara      | 27          | 0           | 2               | 0               | 1                 | 0                 | 6      | 0    | 36     | 0      |        |
| 18 | Brégerie     | 0           | 0           | 0               | 0               | 0                 | 0                 | 3      | 0    | 3      | 0      |        |
| 27 | Planus       | 23          | 1           | 3               | 0               | 1                 | 0                 | 4      | 0    | 30     | 1      |        |
| 27 | Ecuele Manga | 0           | 0           | 0               | 0               | 0                 | 0                 | 1      | 0    | 1      | 0      |        |
| 4  | Diarra       | 35          | 4           | 4               | 0               | 0                 | 0                 | 4      | 0    | 45     | 4      |        |
| 5  | Menegazzo    | 31          | 3           | 2               | 1               | 1                 | 0                 | 4      | 0    | 38     | 4      |        |
| 19 | Ducasse      | 14          | 1           | 2               | 0               | 1                 | 0                 | 8      | 0    | 25     | 1      |        |
| 22 | Lavie        | 0           | 0           | 0               | 0               | 0                 | 0                 | 1      | 0    | 1      | 0      |        |
| 7  | Micoud       | 29          | 5           | 3               | 2               | 0                 | 0                 | 6      | 1    | 38     | 8      |        |
| 8  | Alonso       | 32          | 0           | 3               | 0               | 0                 | 0                 | 4      | 0    | 39     | 0      |        |
| 17 | Wendel       | 35          | 12          | 2               | 1               | 1                 | 0                 | 5      | 1    | 44     | 14     |        |
|    | Traoré       | 0           | 0           | 0               | 0               | 0                 | 0                 | 1      | 0    | 1      | 0      |        |
|    | Moimbé       | 0           | 0           | 0               | 0               | 0                 | 0                 | 1      | 1    | 1      | 1      |        |
| 20 | Peruchini    | 0           | 0           | 0               | 0               | 0                 | 0                 | 0      | 0    | 0      | 0      |        |
| 9  | Cavenaghi    | 22          | 14          | 4               | 2               | 1                 | 0                 | 7      | 5    | 34     | 21     |        |
| 11 | Bellion      | 36          | 11          | 3               | 2               | 1                 | 0                 | 2      | 0    | 43     | 12     |        |
| 12 | Perea        | 0           | 0           | 0               | 0               | 0                 | 0                 | 1      | 0    | 1      | 0      |        |
| 15 | Jussiê       | 22          | 4           | 1               | 0               | 1                 | 0                 | 3      | 2    | 27     | 6      |        |
| 25 | Saivet       | 1           | 0           | 0               | 0               | 0                 | 0                 | 0      | 0    | 0      | 0      |        |
| 26 | Obertan      | 25          | 1           | 4               | 0               | 1                 | 1                 | 7      | 0    | 36     | 3      |        |
| 29 | Chamakh      | 31          | 4           | 4               | 0               | 1                 | 0                 | 7      | 4    | 43     | 8      |        |

Joueurs de champs prêtés
| Club         | #  | Joueur       | Championnat | Championnat | Coupe de France | Coupe de France | Coupe de la Ligue | Coupe de la Ligue | UEFA   | UEFA |        | Totaux | Totaux |
| Club         | #  | Joueur       | Matchs      | Buts        | Matchs          | Buts            | Matchs            | Buts              | Matchs | Buts | Matchs | Buts   |        |
| ------------ | -- | ------------ | ----------- | ----------- | --------------- | --------------- | ----------------- | ----------------- | ------ | ---- | ------ | ------ | ------ |
| Nantes (L2)  | 29 | Sekour       | 6           | 2           | 4               | 1               | 0                 | 0                 | 0      | 0    | 10     | 3      |        |
| Sedan (L2)   | 26 | Baysse       | 14          | 2           | 4               | 0               | 1                 | 0                 | 0      | 0    | 19     | 2      |        |
| Beauvais (N) | 6  | Tunani       | 16          | 0           | 1               | 0               | 0                 | 0                 | 0      | 0    | 17     | 0      |        |
| Rodez (N)    |    | Ecuele Manga | 2           | 0           | 0               | 0               | 0                 | 0                 | 0      | 0    |        | 2      | 0      |

## Équipe type
Voici l'équipe type élue par les internautes du site officiel girondins.com :
Les internautes girondins ont élu Wendel comme meilleur joueur de la saison.
Note : Alou Diarra a été élu en tant que milieu défensif et Johan Micoud en tant que milieu offensif.